# Pan-Pacific Championship 2008
L'édition 2008 du Pan-Pacific Championship est la 1re édition de cette compétition, un tournoi de pré-saison se déroulant à l'Aloha Stadium à Honolulu, à Hawaï.

## Équipes
Cette compétition de pré-saison est souvent le moyen de tester l'équipe quelques jours avant le début de la saison mais également de faire débuter les joueurs universitaires recrutés lors de la draft pendant l'hiver pour ce qui concernent les équipes américaines.
Les quatre équipes suivantes participent au tournoi :
| Équipe             | Lieu                    | Championnat         | Participation | Notes                                            |
| ------------------ | ----------------------- | ------------------- | ------------- | ------------------------------------------------ |
| Houston Dynamo     | Houston, États-Unis     | Major League Soccer | 1re           | Vainqueur de la MLS Cup 2007                     |
| Los Angeles Galaxy | Los Angeles, États-Unis | Major League Soccer | 1re           |                                                  |
| Gamba Osaka        | Osaka, Japon            | J.League            | 1re           | Vainqueur de la Coupe de la Ligue japonaise 2007 |
| Sydney FC          | Sydney, Australie       | A-League            | 1re           |                                                  |

### Tableau final
|  | Demi-finales                             | Demi-finales                             |                        |   | Finale                                   | Finale                                   |
|  | Demi-finales                             | Demi-finales                             |                        |   | Finale                                   | Finale                                   |
|  |                                          |                                          |                        |   |                                          |                                          |
|  | 20 février 2008, Aloha Stadium, Honolulu | 20 février 2008, Aloha Stadium, Honolulu |                        |   | 23 février 2008, Aloha Stadium, Honolulu | 23 février 2008, Aloha Stadium, Honolulu |
|  | 20 février 2008, Aloha Stadium, Honolulu | 20 février 2008, Aloha Stadium, Honolulu |                        |   | 23 février 2008, Aloha Stadium, Honolulu | 23 février 2008, Aloha Stadium, Honolulu |
|  | Gamba Osaka                              | 1                                        |                        |   | 23 février 2008, Aloha Stadium, Honolulu | 23 février 2008, Aloha Stadium, Honolulu |
|  | Gamba Osaka                              | 1                                        |                        |   | 23 février 2008, Aloha Stadium, Honolulu | 23 février 2008, Aloha Stadium, Honolulu |
|  | Los Angeles Galaxy                       | 0                                        |                        |   | 23 février 2008, Aloha Stadium, Honolulu | 23 février 2008, Aloha Stadium, Honolulu |
|  | Los Angeles Galaxy                       | 0                                        | Gamba Osaka            | 6 |                                          |                                          |
|  | 20 février 2008, Aloha Stadium, Honolulu |                                          | Gamba Osaka            | 6 |                                          |                                          |
|  |                                          | Houston Dynamo                           | 1                      |   |                                          |                                          |
|  | Houston Dynamo                           | Houston Dynamo                           | 1                      | 3 |                                          |                                          |
|  | Houston Dynamo                           |                                          |                        | 3 |                                          |                                          |
|  | Sydney FC                                | 0                                        |                        |   |                                          |                                          |
|  | Sydney FC                                | 0                                        | Match pour la 3e place |   |                                          |                                          |
|  |                                          |                                          |                        |   |                                          |                                          |
|  | 23 février 2008, Aloha Stadium, Honolulu |                                          |                        |   |                                          |                                          |
|  |                                          |                                          |                        |   |                                          |                                          |
|  | Los Angeles Galaxy                       | 2                                        |                        |   |                                          |                                          |
|  | Los Angeles Galaxy                       | 2                                        |                        |   |                                          |                                          |
|  | Sydney FC                                | 1                                        |                        |   |                                          |                                          |
|  | Sydney FC                                | 1                                        |                        |   |                                          |                                          |

## Résultats

### Demi-finales
| 20 février 2008 | Gamba Osaka                                                            | 1 - 0 | Los Angeles Galaxy | Aloha Stadium, Honolulu, Hawaï                    |                                                   |
| 18:00 UTC−10:00 | Baré 3e                                                                |       |                    | Spectateurs : 15 128 Arbitrage : Baldomero Toledo | Spectateurs : 15 128 Arbitrage : Baldomero Toledo |
| 18:00 UTC−10:00 | « Rapport »(Archive.org • Wikiwix • Archive.is • Google • Que faire ?) |       |                    | Spectateurs : 15 128 Arbitrage : Baldomero Toledo | Spectateurs : 15 128 Arbitrage : Baldomero Toledo |

| 20 février 2008 | Houston Dynamo                                | 3 - 0 | Sydney FC | Aloha Stadium, Honolulu, Hawaï             |                                            |
| 20:30 UTC−10:00 | De Rosario 28e · Holden 29e · Wondolowski 43e |       |           | Spectateurs : 15 128 Arbitrage : Alex Prus | Spectateurs : 15 128 Arbitrage : Alex Prus |
| 20:30 UTC−10:00 | Rapport                                       |       |           | Spectateurs : 15 128 Arbitrage : Alex Prus | Spectateurs : 15 128 Arbitrage : Alex Prus |

### Match pour la troisième place
| 23 février 2008 | Los Angeles Galaxy    | 2 - 1 | Sydney FC  | Aloha Stadium, Honolulu, Hawaï              |                                             |
| 18:00 UTC−10:00 | Allen 3e · Tudela 45e |       | 42e Renaud | Spectateurs : 23 087 Arbitrage : Brian Hall | Spectateurs : 23 087 Arbitrage : Brian Hall |
| 18:00 UTC−10:00 | Rapport               |       |            | Spectateurs : 23 087 Arbitrage : Brian Hall | Spectateurs : 23 087 Arbitrage : Brian Hall |

### Finale
| 23 février 2008 | Gamba Osaka                                     | 6 – 1 | Houston Dynamo | Aloha Stadium, Honolulu, Hawaï               |                                              |
| 20:30 UTC−10:00 | Baré 13e 25e 59e 71e · Lucas 62e · Yamazaki 77e |       | 10e Clark      | Spectateurs : 23 087 Arbitrage : Kevin Stott | Spectateurs : 23 087 Arbitrage : Kevin Stott |
| 20:30 UTC−10:00 | (report)                                        |       |                | Spectateurs : 23 087 Arbitrage : Kevin Stott | Spectateurs : 23 087 Arbitrage : Kevin Stott |

| Champion du Pan-Pacific Championship 2008 |
| ----------------------------------------- |
| Drapeau du Japon                          |
| Gamba Osaka Premier titre                 |